# Джагмиани
Джагмиани (груз. ჯაღმიანი) — село в Грузии, на территории Душетского муниципалитета края (мхаре) Мцхета-Мтианети.

## География
Село находится в северо-восточной части Грузии, на левом берегу реки Белая Арагви, на расстоянии приблизительно 33 километров (по прямой) к западу от города Душети, административного центра муниципалитета. Абсолютная высота — 1230 метров над уровнем моря.

## Население
По результатам официальной переписи населения 2014 года в Джагмиани проживало 56 человек (24 мужчины и 32 женщины). В национальном составе грузины составляли 98,2 %.
| Год  | Население, человек |
| ---- | ------------------ |
| 2002 | 82                 |
| 2014 | ↘ 56               |